# Petalophthalmus armiger
Petalophthalmus armiger is een aasgarnalensoort uit de familie van de Petalophthalmidae. De wetenschappelijke naam van de soort is voor het eerst geldig gepubliceerd in 1875 door Willemoes-Suhm.